# Zračna luka Sirdžan
Zračna luka Sirdžan (IATA kod: SYJ, ICAO kod: OIKY) smještena je pokraj grada Sirdžana u jugoistočnom dijelu Irana odnosno Kermanskoj pokrajini. Nalazi se na nadmorskoj visini od 1782 m. Zračna luka ima jednu asfaltiranu uzletno-sletnu stazu dužine 3766 m, a koristi se za tuzemne i regionalne letove. Vodeći zračni prijevoznik koji nudi redovne letove za u ovoj zračnoj luci je Mahan Air.

## Vanjske poveznice
- (engl.) DAFIF, World Aero Data: OIKY  Arhivirana inačica izvorne stranice od 17. svibnja 2021. (Wayback Machine)
- (engl.) DAFIF, Great Circle Mapper: SYJ